# Цзіа-Пуебло (Нью-Мексико)
Зіа-Пуебло (англ. Zia Pueblo) — переписна місцевість (CDP), індіанське пуебло народності керіс в США, в окрузі Сандовал штату Нью-Мексико. Населення — 760 осіб (2020).

## Географія
Зіа-Пуебло розташована за координатами 35°31′49″ пн. ш. 106°43′1″ зх. д. / 35.53028° пн. ш. 106.71694° зх. д. (35.530204, -106.716923).  За даними Бюро перепису населення США в 2010 році переписна місцевість мала площу 70,13 км², з яких 70,01 км² — суходіл та 0,12 км² — водойми.

## Демографія
Згідно з переписом 2010 року, у переписній місцевості мешкало 737 осіб у 182 домогосподарствах у складі 155 родин. Густота населення становила 11 особа/км².  Було 201 помешкання (3/км²).
Расовий склад населення:
| - 99,5 % — корінних американців - 0,1 % — білих |

До двох чи більше рас належало 0,4 %. Частка іспаномовних становила 2,0 % від усіх жителів.
За віковим діапазоном населення розподілялося таким чином: 33,0 % — особи молодші 18 років, 58,3 % — особи у віці 18—64 років, 8,7 % — особи у віці 65 років та старші. Медіана віку мешканця становила 28,9 року. На 100 осіб жіночої статі у переписній місцевості припадало 97,1 чоловіків;  на 100 жінок у віці від 18 років та старших — 91,5 чоловіків також старших 18 років.
Середній дохід на одне домашнє господарство  становив 50 483 долари США (медіана — 40 000), а середній дохід на одну сім'ю — 55 382 долари (медіана — 47 708). Медіана доходів становила 30 536 доларів для чоловіків та 30 750 доларів для жінок. За межею бідності перебувало 25,4 % осіб, у тому числі 29,7 % дітей у віці до 18 років та 22,4 % осіб у віці 65 років та старших.
Цивільне працевлаштоване населення становило 310 осіб. Основні галузі зайнятості: освіта, охорона здоров'я та соціальна допомога — 20,3 %, публічна адміністрація — 18,4 %, виробництво — 14,8 %.

## Галерея

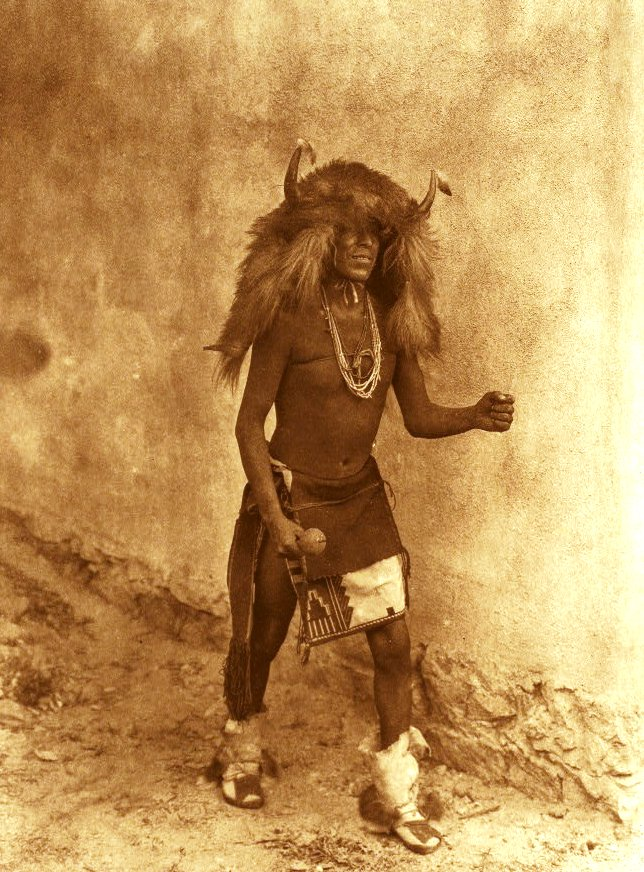
Танцівник буфало
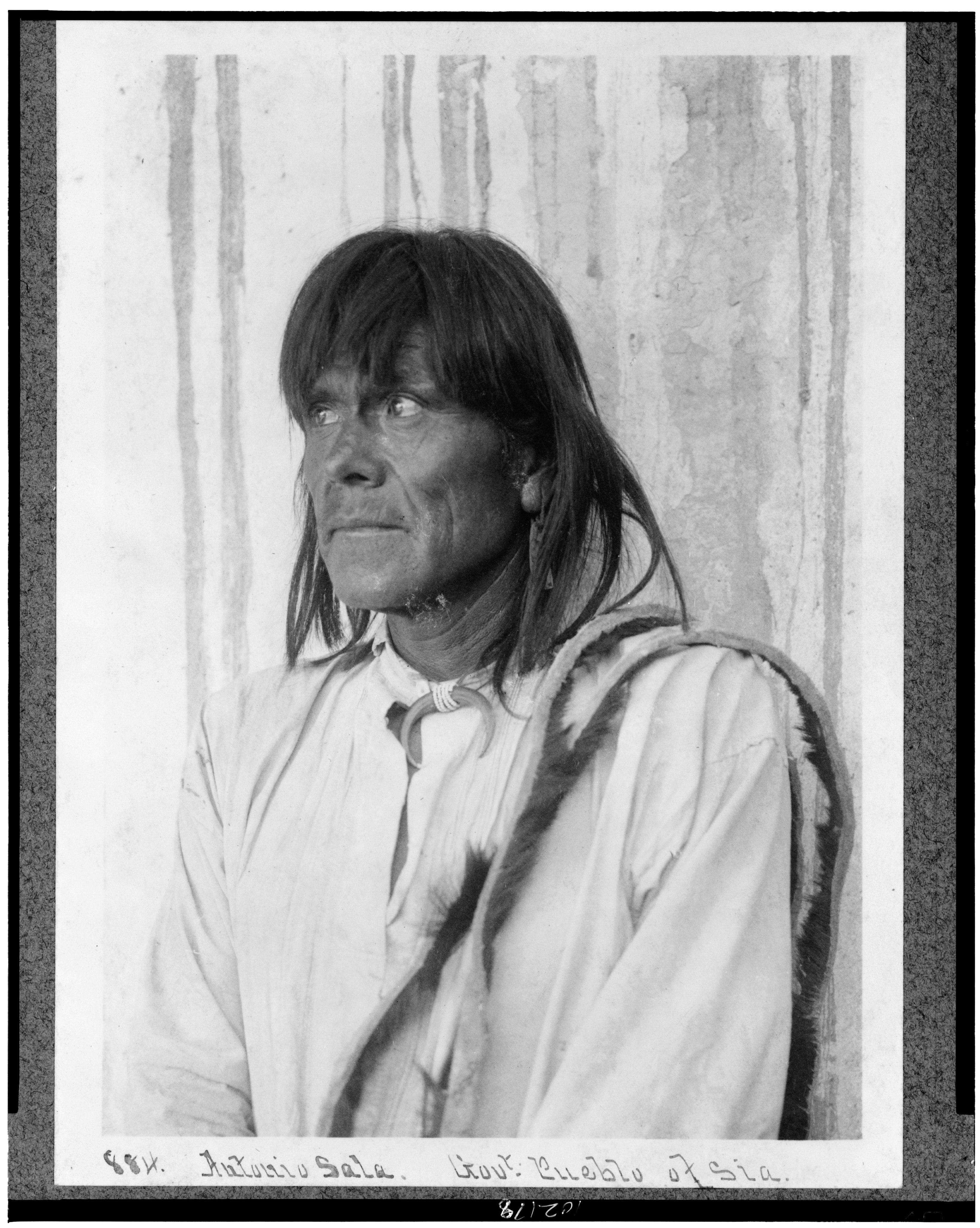